# Libera Chat
Libera Chat (prezentuje se jako Libera.Chat) je internetová síť protokolu IRC určená k diskutování ohledně svobodného a otevřeného software. Vznikla 19. května 2021 poté, co došlo k neshodě ohledně kontroly nad sítí Freenode, kterou převzal Andrew Lee, zakladatel společnosti Private Internet Access, a většina původních správců sítě na protest odešla, aby si založila síť vlastní.
Zejména na síť Libera Chat se následně z Freenode přesunula řada velkých projektů, mj. LibreOffice, Fedora, Ubuntu, Gentoo, Free Software Foundation a Wikimedia. Od půlky června 2021 tak síť Libera Chat vystřídala Freenode na pozici sítě IRC s největším počtem uživatelů.